# Kurzbiographien
Kurzbiographien ist eine frei zugängliche Datenbank im Internet, die biografische und einige weitere Informationen zu in der Mathematik promovierten Personen bietet.
Sie wird von der Deutschen Mathematiker-Vereinigung (DMV) betrieben und von der deutschen Historikerin Renate Tobies betreut, auf deren Biographischen Lexikon in Mathematik promovierter Personen sie basiert.
Mithilfe einer Suchmaske und der Möglichkeit Nachname, Vorname, Geburtsdatum, Geburtsort, Todesdatum etc. einzugeben, kann die Suche gesteuert werden. Die biografischen Daten stehen allen Mathematik-Interessierten frei zur Verfügung.